# Kistendei
Kistendei (en rus: Кистендей) és un poble de l'óblast de Saràtov, a Rússia, segons el cens del 2010 tenia 925 habitants. Pertany al districte municipal d'Arkadak.